# Wereldkampioenschappen beachvolleybal 2022 (vrouwen)
Het vrouwentoernooi van de wereldkampioenschappen beachvolleybal 2022 in Rome vond plaats van 10 tot en met 19 juni. Het als tweede geplaatste duo Eduarda 'Duda' Santos Lisboa en Ana Patrícia Silva Ramos uit Brazilië won de wereldtitel ten koste van het Canadese tweetal Sophie Bukovec en Brandie Wilkerson. Het brons ging naar het Duitse duo Svenja Müller en Cinja Tillmann, nadat Joana Heidrich en Anouk Vergé-Dépré uit Zwitserland de troostfinale moesten staken wegens een schouderblessure van Heidrich.

## Groepsfase
|  | Direct naar laatste 32 |
|  | Naar tussenronde       |

### Groep A
| # | Ploeg                | Punten | Wedstrijden | Wedstrijden | Spelpunten | Spelpunten | Spelpunten | Sets | Sets | Sets  |
| # | Ploeg                | Punten | W           | V           | W          | V          | Ratio      | W    | V    | Ratio |
| - | -------------------- | ------ | ----------- | ----------- | ---------- | ---------- | ---------- | ---- | ---- | ----- |
| 1 | Stam / Schoon        | 6      | 3           | 0           | 127        | 75         | 1,693      | 6    | 0    | MAX   |
| 2 | Gallay / Pereyra     | 5      | 2           | 1           | 114        | 103        | 1,107      | 4    | 2    | 2,000 |
| 3 | Rivas Zapata / Chris | 4      | 1           | 2           | 106        | 103        | 1,029      | 2    | 4    | 0,500 |
| 4 | Williams / Núñez     | 3      | 0           | 3           | 60         | 126        | 0,476      | 0    | 6    | 0,000 |

| Datum   |                      | Score |                      | Set 1   | Set 2   | Set 3 |
| ------- | -------------------- | ----- | -------------------- | ------- | ------- | ----- |
| 10 juni | Stam / Schoon        | 2 – 0 | Williams / Núñez     | 21 – 5  | 21 – 8  |       |
| 10 juni | Gallay / Pereyra     | 2 – 0 | Rivas Zapata / Chris | 21 – 16 | 21 – 16 |       |
| 11 juni | Stam / Schoon        | 2 – 0 | Rivas Zapata / Chris | 21 – 17 | 21 – 15 |       |
| 11 juni | Gallay / Pereyra     | 2 – 0 | Williams / Núñez     | 21 – 11 | 21 – 17 |       |
| 12 juni | Stam / Schoon        | 2 – 0 | Gallay / Pereyra     | 22 – 20 | 21 – 10 |       |
| 12 juni | Rivas Zapata / Chris | 2 – 0 | Williams / Núñez     | 21 – 7  | 21 – 12 |       |

### Groep B
| # | Ploeg                         | Punten | Wedstrijden | Wedstrijden | Spelpunten | Spelpunten | Spelpunten | Sets | Sets | Sets  |
| # | Ploeg                         | Punten | W           | V           | W          | V          | Ratio      | W    | V    | Ratio |
| - | ----------------------------- | ------ | ----------- | ----------- | ---------- | ---------- | ---------- | ---- | ---- | ----- |
| 1 | Duda / Ana Patrícia           | 6      | 3           | 0           | 137        | 100        | 1,370      | 6    | 1    | 6,000 |
| 2 | Wang / Xia                    | 5      | 2           | 1           | 108        | 113        | 0,956      | 4    | 2    | 2,000 |
| 3 | Schützenhöfer / Plesiutschnig | 4      | 1           | 2           | 122        | 128        | 0,953      | 3    | 4    | 0,750 |
| 4 | Hermannová / Williams         | 3      | 0           | 3           | 100        | 126        | 0,794      | 0    | 6    | 0,000 |

| Datum   |                               | Score |                               | Set 1   | Set 2   | Set 3   |
| ------- | ----------------------------- | ----- | ----------------------------- | ------- | ------- | ------- |
| 10 juni | Duda / Ana Patrícia           | 2 – 0 | Wang / Xia                    | 21 – 11 | 21 – 13 |         |
| 10 juni | Hermannová / Williams         | 0 – 2 | Schützenhöfer / Plesiutschnig | 19 – 21 | 14 – 21 |         |
| 11 juni | Duda / Ana Patrícia           | 2 – 1 | Schützenhöfer / Plesiutschnig | 21 – 13 | 17 – 21 | 15 – 11 |
| 11 juni | Hermannová / Williams         | 0 – 2 | Wang / Xia                    | 18 – 21 | 18 – 21 |         |
| 12 juni | Duda / Ana Patrícia           | 2 – 0 | Hermannová / Williams         | 21 – 12 | 21 – 19 |         |
| 12 juni | Schützenhöfer / Plesiutschnig | 0 – 2 | Wang / Xia                    | 18 – 21 | 17 – 21 |         |

### Groep C
| # | Ploeg                  | Punten | Wedstrijden | Wedstrijden | Spelpunten | Spelpunten | Spelpunten | Sets | Sets | Sets  |
| # | Ploeg                  | Punten | W           | V           | W          | V          | Ratio      | W    | V    | Ratio |
| - | ---------------------- | ------ | ----------- | ----------- | ---------- | ---------- | ---------- | ---- | ---- | ----- |
| 1 | Heidrich / Vergé-Dépré | 6      | 3           | 0           | 126        | 86         | 1,465      | 6    | 0    | MAX   |
| 2 | Kravčenoka / Graudina  | 5      | 2           | 1           | 116        | 90         | 1,289      | 4    | 2    | 2,000 |
| 3 | Ishii / Mizoe          | 4      | 1           | 2           | 104        | 109        | 0,954      | 2    | 4    | 0,500 |
| 4 | Zeroual / Mahassine    | 3      | 0           | 3           | 65         | 126        | 0,516      | 0    | 6    | 0,000 |

| Datum   |                        | Score |                        | Set 1   | Set 2   | Set 3 |
| ------- | ---------------------- | ----- | ---------------------- | ------- | ------- | ----- |
| 10 juni | Kravčenoka / Graudina  | 2 – 0 | Zeroual / Mahassine    | 21 – 13 | 21 – 7  |       |
| 10 juni | Heidrich / Vergé-Dépré | 2 – 0 | Ishii / Mizoe          | 21 – 16 | 21 – 18 |       |
| 11 juni | Kravčenoka / Graudina  | 2 – 0 | Ishii / Mizoe          | 21 – 17 | 21 – 11 |       |
| 11 juni | Heidrich / Vergé-Dépré | 2 – 0 | Zeroual / Mahassine    | 21 – 13 | 21 – 7  |       |
| 12 juni | Kravčenoka / Graudina  | 0 – 2 | Heidrich / Vergé-Dépré | 19 – 21 | 13 – 21 |       |
| 12 juni | Ishii / Mizoe          | 2 – 0 | Zeroual / Mahassine    | 21 – 11 | 21 – 14 |       |

### Groep D
| # | Ploeg             | Punten | Wedstrijden | Wedstrijden | Spelpunten | Spelpunten | Spelpunten | Sets | Sets | Sets  |
| # | Ploeg             | Punten | W           | V           | W          | V          | Ratio      | W    | V    | Ratio |
| - | ----------------- | ------ | ----------- | ----------- | ---------- | ---------- | ---------- | ---- | ---- | ----- |
| 1 | Megan / Nicole    | 6      | 3           | 0           | 139        | 116        | 1,198      | 6    | 1    | 6,000 |
| 2 | Bárbara / Carol   | 5      | 2           | 1           | 137        | 88         | 1,557      | 5    | 2    | 2,500 |
| 3 | Erika / Poletti   | 4      | 1           | 2           | 104        | 114        | 0,912      | 2    | 4    | 0,500 |
| 4 | Diana / Margarita | 3      | 0           | 3           | 64         | 126        | 0,508      | 0    | 6    | 0,000 |

| Datum   |                   | Score |                   | Set 1   | Set 2   | Set 3   |
| ------- | ----------------- | ----- | ----------------- | ------- | ------- | ------- |
| 10 juni | Bárbara / Carol   | 2 – 0 | Erika / Poletti   | 21 – 8  | 21 – 15 |         |
| 10 juni | Megan / Nicole    | 2 – 0 | Diana / Margarita | 21 – 11 | 21 – 13 |         |
| 11 juni | Bárbara / Carol   | 2 – 0 | Diana / Margarita | 21 – 6  | 21 – 7  |         |
| 11 juni | Megan / Nicole    | 2 – 0 | Erika / Poletti   | 21 – 17 | 24 – 22 |         |
| 12 juni | Bárbara / Carol   | 1 – 2 | Megan / Nicole    | 21 – 16 | 19 – 21 | 13 – 15 |
| 12 juni | Diana / Margarita | 0 – 2 | Erika / Poletti   | 11 – 21 | 16 – 21 |         |

### Groep E
| # | Ploeg                | Punten | Wedstrijden | Wedstrijden | Spelpunten | Spelpunten | Spelpunten | Sets | Sets | Sets  |
| # | Ploeg                | Punten | W           | V           | W          | V          | Ratio      | W    | V    | Ratio |
| - | -------------------- | ------ | ----------- | ----------- | ---------- | ---------- | ---------- | ---- | ---- | ----- |
| 1 | Bukovec / Brandie    | 6      | 3           | 0           | 130        | 109        | 1,192      | 6    | 0    | MAX   |
| 2 | Flint / Cheng        | 5      | 2           | 1           | 133        | 115        | 1,157      | 4    | 3    | 1,333 |
| 3 | Böbner / Vergé-Dépré | 4      | 1           | 2           | 143        | 147        | 0,973      | 3    | 5    | 0,600 |
| 4 | Cali / Tega          | 3      | 0           | 3           | 105        | 140        | 0,750      | 6    | 1    | 0,167 |

| Datum   |                      | Score |                      | Set 1   | Set 2   | Set 3   |
| ------- | -------------------- | ----- | -------------------- | ------- | ------- | ------- |
| 10 juni | Flint / Cheng        | 2 – 0 | Cali / Tega          | 21 – 11 | 21 – 13 |         |
| 10 juni | Bukovec / Brandie    | 2 – 0 | Böbner / Vergé-Dépré | 24 – 22 | 21 – 17 |         |
| 11 juni | Flint / Cheng        | 2 – 1 | Böbner / Vergé-Dépré | 17 – 21 | 21 – 16 | 15 – 12 |
| 11 juni | Bukovec / Brandie    | 2 – 0 | Cali / Tega          | 21 – 12 | 22 – 20 |         |
| 12 juni | Flint / Cheng        | 0 – 2 | Bukovec / Brandie    | 19 – 21 | 19 – 21 |         |
| 12 juni | Böbner / Vergé-Dépré | 2 – 1 | Cali / Tega          | 19 – 21 | 21 – 16 | 15 – 12 |

### Groep F
| # | Ploeg                | Punten | Wedstrijden | Wedstrijden | Spelpunten | Spelpunten | Spelpunten | Sets | Sets | Sets  |
| # | Ploeg                | Punten | W           | V           | W          | V          | Ratio      | W    | V    | Ratio |
| - | -------------------- | ------ | ----------- | ----------- | ---------- | ---------- | ---------- | ---- | ---- | ----- |
| 1 | Kolinske / Hughes    | 5      | 2           | 1           | 120        | 91         | 1,319      | 4    | 2    | 2,000 |
| 2 | Menegatti / Gottardi | 5      | 2           | 1           | 120        | 113        | 1,062      | 4    | 2    | 2,000 |
| 3 | Carro / Lobato       | 5      | 2           | 1           | 113        | 115        | 0,983      | 4    | 2    | 2,000 |
| 4 | Ariana / Karelys     | 3      | 0           | 3           | 95         | 126        | 0,736      | 0    | 6    | 0,000 |

| Datum   |                   | Score |                      | Set 1   | Set 2   | Set 3 |
| ------- | ----------------- | ----- | -------------------- | ------- | ------- | ----- |
| 10 juni | Kolinske / Hughes | 0 – 2 | Menegatti / Gottardi | 17 – 21 | 19 – 21 |       |
| 10 juni | Carro / Lobato    | 2 – 0 | Ariana / Karelys     | 21 – 17 | 23 – 21 |       |
| 11 juni | Kolinske / Hughes | 2 – 0 | Ariana / Karelys     | 21 – 13 | 21 – 9  |       |
| 11 juni | Carro / Lobato    | 2 – 0 | Menegatti / Gottardi | 21 – 17 | 21 – 18 |       |
| 12 juni | Kolinske / Hughes | 2 – 0 | Carro / Lobato       | 21 – 13 | 21 – 14 |       |
| 12 juni | Ariana / Karelys  | 0 – 2 | Menegatti / Gottardi | 15 – 21 | 20 – 22 |       |

### Groep G
| # | Ploeg             | Punten | Wedstrijden | Wedstrijden | Spelpunten | Spelpunten | Spelpunten | Sets | Sets | Sets  |
| # | Ploeg             | Punten | W           | V           | W          | V          | Ratio      | W    | V    | Ratio |
| - | ----------------- | ------ | ----------- | ----------- | ---------- | ---------- | ---------- | ---- | ---- | ----- |
| 1 | Talita / Rebecca  | 6      | 3           | 0           | 138        | 90         | 1,533      | 6    | 1    | 6,000 |
| 2 | Lahti / Athiainen | 5      | 2           | 1           | 124        | 115        | 1,078      | 4    | 3    | 1,333 |
| 3 | Day / Stockman    | 4      | 1           | 2           | 129        | 133        | 0,970      | 4    | 4    | 1,000 |
| 4 | Payano / Rosario  | 3      | 0           | 3           | 73         | 126        | 0,574      | 0    | 6    | 0,000 |

| Datum   |                   | Score |                   | Set 1   | Set 2   | Set 3   |
| ------- | ----------------- | ----- | ----------------- | ------- | ------- | ------- |
| 10 juni | Talita / Rebecca  | 2 – 0 | Payano / Rosario  | 21 – 6  | 21 – 11 |         |
| 10 juni | Day / Stockman    | 1 – 2 | Lahti / Athiainen | 21 – 14 | 13 – 21 | 12 – 15 |
| 12 juni | Talita / Rebecca  | 2 – 0 | Lahti / Ahtiainen | 21 – 17 | 21 – 15 |         |
| 12 juni | Day / Stockman    | 2 – 0 | Payano / Rosario  | 21 – 18 | 21 – 11 |         |
| 13 juni | Talita / Rebecca  | 2 – 1 | Day / Stockman    | 21 – 13 | 18 – 21 | 15 – 7  |
| 13 juni | Lahti / Ahtiainen | 2 – 0 | Payano / Rosario  | 21 – 17 | 21 – 10 |         |

### Groep H
| # | Ploeg            | Punten | Wedstrijden | Wedstrijden | Spelpunten | Spelpunten | Spelpunten | Sets | Sets | Sets  |
| # | Ploeg            | Punten | W           | V           | W          | V          | Ratio      | W    | V    | Ratio |
| - | ---------------- | ------ | ----------- | ----------- | ---------- | ---------- | ---------- | ---- | ---- | ----- |
| 1 | Cannon / Sponcil | 6      | 3           | 0           | 136        | 103        | 1,320      | 6    | 1    | 6,000 |
| 2 | Clancy / Mariafe | 5      | 2           | 1           | 130        | 110        | 1,182      | 5    | 2    | 2,500 |
| 3 | Leila / Lidy     | 4      | 1           | 2           | 111        | 114        | 0,974      | 2    | 4    | 0,500 |
| 4 | Farida / Doaa    | 3      | 0           | 3           | 76         | 126        | 0,603      | 0    | 6    | 0,000 |

| Datum   |                  | Score |                  | Set 1   | Set 2   | Set 3  |
| ------- | ---------------- | ----- | ---------------- | ------- | ------- | ------ |
| 10 juni | Clancy / Mariafe | 2 – 0 | Farida / Doaa    | 21 – 10 | 21 – 14 |        |
| 10 juni | Cannon / Sponcil | 2 – 0 | Leila / Lidy     | 21 – 16 | 21 – 19 |        |
| 12 juni | Clancy / Mariafe | 2 – 0 | Leila / Lidy     | 21 – 16 | 21 – 18 |        |
| 12 juni | Cannon / Sponcil | 2 – 0 | Farida / Doaa    | 21 – 9  | 21 – 13 |        |
| 13 juni | Clancy / Mariafe | 1 – 2 | Cannon / Sponcil | 21 – 16 | 19 – 21 | 6 – 15 |
| 13 juni | Leila / Lidy     | 2 – 0 | Farida / Doaa    | 21 – 14 | 21 – 16 |        |

### Groep I
| # | Ploeg                               | Punten | Wedstrijden | Wedstrijden | Spelpunten | Spelpunten | Spelpunten | Sets | Sets | Sets  |
| # | Ploeg                               | Punten | W           | V           | W          | V          | Ratio      | W    | V    | Ratio |
| - | ----------------------------------- | ------ | ----------- | ----------- | ---------- | ---------- | ---------- | ---- | ---- | ----- |
| 1 | Müller / Tillmann                   | 6      | 3           | 0           | 114        | 105        | 1,086      | 6    | 2    | 3,000 |
| 2 | Taiana Lima / Hegeile               | 4      | 1           | 2           | 124        | 135        | 0,919      | 2    | 5    | 0,400 |
| 3 | Worapeerachayakorn / Naraphornrapat | 4      | 1           | 2           | 95         | 108        | 0,880      | 4    | 4    | 1,000 |
| 4 | Orsi Toth / Orsi Toth               | 4      | 1           | 2           | 64         | 126        | 0,508      | 3    | 4    | 0,750 |

| Datum   |                                     | Score |                                     | Set 1   | Set 2   | Set 3   |
| ------- | ----------------------------------- | ----- | ----------------------------------- | ------- | ------- | ------- |
| 10 juni | Taiana Lima / Hegeile               | 0 – 2 | Orsi Toth / Orsi Toth               | 14 – 21 | 19 – 21 |         |
| 10 juni | Müller / Tillmann                   | 2 – 1 | Worapeerachayakorn / Naraphornrapat | 17 – 21 | 21 – 15 | 15 – 11 |
| 12 juni | Taiana Lima / Hegeile               | 2 – 1 | Worapeerachayakorn / Naraphornrapat | 21 – 17 | 19 – 21 | 15 – 10 |
| 12 juni | Müller / Tillmann                   | 2 – 1 | Orsi Toth / Orsi Toth               | 15 – 21 | 1 – 1   |         |
| 13 juni | Taiana Lima / Hegeile               | 0 – 2 | Müller / Tillmann                   | 22 – 24 | 14 – 21 |         |
| 13 juni | Worapeerachayakorn / Naraphornrapat | 2 – 0 | Orsi Toth / Orsi Toth               | –       | –       |         |

### Groep J
| # | Ploeg              | Punten | Wedstrijden | Wedstrijden | Spelpunten | Spelpunten | Spelpunten | Sets | Sets | Sets  |
| # | Ploeg              | Punten | W           | V           | W          | V          | Ratio      | W    | V    | Ratio |
| - | ------------------ | ------ | ----------- | ----------- | ---------- | ---------- | ---------- | ---- | ---- | ----- |
| 1 | Pavan / Melissa    | 6      | 3           | 0           | 131        | 104        | 1,260      | 6    | 0    | MAX   |
| 2 | Placette / Richard | 5      | 2           | 1           | 133        | 123        | 1,081      | 4    | 3    | 1,333 |
| 3 | Laboureur / Schulz | 4      | 1           | 2           | 132        | 128        | 1,031      | 3    | 4    | 0,750 |
| 4 | Stevens / Johnson  | 3      | 0           | 3           | 86         | 127        | 0,677      | 0    | 6    | 0,000 |

| Datum   |                    | Score |                    | Set 1   | Set 2   | Set 3  |
| ------- | ------------------ | ----- | ------------------ | ------- | ------- | ------ |
| 10 juni | Pavan / Melissa    | 2 – 0 | Stevens / Johnson  | 21 – 17 | 21 – 6  |        |
| 10 juni | Laboureur / Schulz | 1 – 2 | Placette / Richard | 19 – 21 | 21 – 15 | 8 – 15 |
| 12 juni | Pavan / Melissa    | 2 – 0 | Placette / Richard | 22 – 20 | 21 – 19 |        |
| 12 juni | Laboureur / Schulz | 2 – 0 | Stevens / Johnson  | 21 – 15 | 21 – 16 |        |
| 13 juni | Pavan / Melissa    | 2 – 0 | Laboureur / Schulz | 25 – 23 | 21 – 19 |        |
| 13 juni | Placette / Richard | 2 – 0 | Stevens / Johnson  | 22 – 20 | 21 – 12 |        |

### Groep K
| # | Ploeg                 | Punten | Wedstrijden | Wedstrijden | Spelpunten | Spelpunten | Spelpunten | Sets | Sets | Sets  |
| # | Ploeg                 | Punten | W           | V           | W          | V          | Ratio      | W    | V    | Ratio |
| - | --------------------- | ------ | ----------- | ----------- | ---------- | ---------- | ---------- | ---- | ---- | ----- |
| 1 | Hüberli / Brunner     | 6      | 3           | 0           | 126        | 70         | 1,800      | 6    | 0    | MAX   |
| 2 | Ittlinger / Schneider | 5      | 2           | 1           | 132        | 114        | 1,158      | 4    | 3    | 1,333 |
| 3 | Gutierrez / Quintero  | 4      | 1           | 2           | 108        | 123        | 0,878      | 3    | 4    | 0,750 |
| 4 | Sinaportar / Muianga  | 3      | 0           | 3           | 67         | 126        | 0,532      | 0    | 6    | 0,000 |

| Datum   |                       | Score |                       | Set 1   | Set 2   | Set 3   |
| ------- | --------------------- | ----- | --------------------- | ------- | ------- | ------- |
| 10 juni | Hüberli / Brunner     | 2 – 0 | Sinaportar / Muianga  | 21 – 8  | 21 – 8  |         |
| 10 juni | Ittlinger / Schneider | 2 – 1 | Gutierrez / Quintero  | 20 – 22 | 21 – 13 | 15 – 11 |
| 12 juni | Hüberli / Brunner     | 2 – 0 | Gutierrez / Quintero  | 21 – 12 | 21 – 8  |         |
| 12 juni | Ittlinger / Schneider | 2 – 0 | Sinaportar / Muianga  | 21 – 11 | 21 – 15 |         |
| 13 juni | Hüberli / Brunner     | 2 – 0 | Ittlinger / Schneider | 21 – 19 | 21 – 15 |         |
| 13 juni | Gutierrez / Quintero  | 2 – 0 | Sinaportar / Muianga  | 21 – 17 | 21 – 8  |         |

### Groep L
| # | Ploeg               | Punten | Wedstrijden | Wedstrijden | Spelpunten | Spelpunten | Spelpunten | Sets | Sets | Sets  |
| # | Ploeg               | Punten | W           | V           | W          | V          | Ratio      | W    | V    | Ratio |
| - | ------------------- | ------ | ----------- | ----------- | ---------- | ---------- | ---------- | ---- | ---- | ----- |
| 1 | Borger / Sude       | 6      | 3           | 0           | 126        | 83         | 1,518      | 6    | 0    | MAX   |
| 2 | Wojtasik / Kociołek | 5      | 2           | 1           | 106        | 97         | 1,093      | 4    | 2    | 2,000 |
| 3 | Scampoli / Bianchin | 4      | 1           | 2           | 109        | 101        | 1,079      | 2    | 4    | 0,500 |
| 4 | Makokha / Khadambi  | 3      | 0           | 3           | 66         | 126        | 0,524      | 0    | 6    | 0,000 |

| Datum   |                     | Score |                     | Set 1   | Set 2   | Set 3 |
| ------- | ------------------- | ----- | ------------------- | ------- | ------- | ----- |
| 10 juni | Scampoli / Bianchin | 2 – 0 | Makokha / Khadambi  | 21 – 8  | 21 – 9  |       |
| 10 juni | Borger / Sude       | 2 – 0 | Wojtasik / Kociołek | 21 – 9  | 21 – 13 |       |
| 12 juni | Scampoli / Bianchin | 0 – 2 | Wojtasik / Kociołek | 18 – 21 | 12 – 21 |       |
| 12 juni | Borger / Sude       | 2 – 0 | Makokha / Khadambi  | 21 – 11 | 21 – 13 |       |
| 13 juni | Scampoli / Bianchin | 0 – 2 | Borger / Sude       | 19 – 21 | 18 – 21 |       |
| 13 juni | Wojtasik / Kociołek | 2 – 0 | Makokha / Khadambi  | 21 – 8  | 21 – 17 |       |

### Tussenronde
| Datum   |                               | Score |                      | Set 1   | Set 2   | Set 3   |
| ------- | ----------------------------- | ----- | -------------------- | ------- | ------- | ------- |
| 14 juni | Gutierrez / Quintero          | 1 – 2 | Ishii / Mizoe        | 24 – 22 | 19 – 21 | 8 – 15  |
| 14 juni | Scampoli / Bianchin           | 2 – 1 | Rivas Zapata / Chris | 13 – 21 | 21 – 19 | 15 – 8  |
| 14 juni | Böbner / Vergé-Dépré          | 2 – 1 | Leila / Lidy         | 21 – 16 | 13 – 21 | 15 – 12 |
| 14 juni | Schützenhöfer / Plesiutschnig | 2 – 1 | Erika / Poletti      | 21 – 13 | 19 – 21 | 15 – 10 |

## Knockoutfase

### Finales
| Finale |                     |    |    |  |
|        |                     |    |    |  |
| 20     | Bukovec / Brandie   | 17 | 19 |  |
| 2      | Duda / Ana Patrícia | 21 | 21 |  |

| Troostfinale |                        |    |    |  |
|              |                        |    |    |  |
| 16           | Müller / Tillmann      | 16 | 7  |  |
| 22           | Heidrich / Vergé-Dépré | 21 | 10 |  |

### Bovenste helft
| Zestiende finale | Zestiende finale       | Zestiende finale | Zestiende finale | Zestiende finale |  |    | Achtste finale      | Achtste finale       | Achtste finale | Achtste finale | Achtste finale |  |  | Kwartfinale | Kwartfinale          | Kwartfinale | Kwartfinale | Kwartfinale |  |  | Halve finale | Halve finale      | Halve finale | Halve finale | Halve finale |
|                  |                        |                  |                  |                  |  |    |                     |                      |                |                |                |  |  |             |                      |             |             |             |  |  |              |                   |              |              |              |
| 1                | Stam / Schoon          | 21               | 21               |                  |  |    |                     |                      |                |                |                |  |  |             |                      |             |             |             |  |  |              |                   |              |              |              |
| 26               | Schützen. / Plesiut.   | 17               | 18               |                  |  |    | 1                   | Stam / Schoon        | 15             | 21             |                |  |  |             |                      |             |             |             |  |  |              |                   |              |              |              |
| 14               | Ittlinger / Schneider  | 17               | 20               |                  |  | 8  | Clancy / Mariafe    | 21                   | 23             |                |                |  |  |             |                      |             |             |             |  |  |              |                   |              |              |              |
| 8                | Clancy / Mariafe       | 21               | 22               |                  |  |    |                     |                      |                |                |                |  |  | 8           | Clancy / Mariafe     | 23          | 18          | 14          |  |  |              |                   |              |              |              |
| 16               | Müller / Tillmann      | 21               | 20               | 18               |  |    |                     |                      |                |                |                |  |  | 16          | Müller / Tillmann    | 21          | 21          | 16          |  |  |              |                   |              |              |              |
| 31               | Lahti / Ahtiainen      | 18               | 22               | 16               |  |    | 16                  | Müller / Tillmann    | 19             | 21             | 15             |  |  |             |                      |             |             |             |  |  |              |                   |              |              |              |
| 19               | Carro / Lobato         | 12               | 19               |                  |  | 17 | Cannon / Sponcil    | 21                   | 16             | 11             |                |  |  |             |                      |             |             |             |  |  |              |                   |              |              |              |
| 17               | Cannon / Sponcil       | 21               | 21               |                  |  |    |                     |                      |                |                |                |  |  |             |                      |             |             |             |  |  | 16           | Müller / Tillmann | 15           | 21           | 12           |
| 20               | Bukovec / Brandie      | 21               | 19               | 15               |  |    |                     |                      |                |                |                |  |  |             |                      |             |             |             |  |  | 20           | Bukovec / Brandie | 21           | 15           | 15           |
| 33               | Worapeer. / Naraphorn. | 16               | 21               | 12               |  |    | 20                  | Bukovec / Brandie    | 19             | 21             | 15             |  |  |             |                      |             |             |             |  |  |              |                   |              |              |              |
| 5                | Flint / Cheng          | 17               | 21               | 12               |  | 13 | Borger / Sude       | 21                   | 19             | 10             |                |  |  |             |                      |             |             |             |  |  |              |                   |              |              |              |
| 13               | Borger / Sude          | 21               | 11               | 15               |  |    |                     |                      |                |                |                |  |  | 20          | Bukovec / Brandie    | 21          | 21          |             |  |  |              |                   |              |              |              |
| 24               | Gallay / Pereyra       | 15               | 17               |                  |  |    |                     |                      |                |                |                |  |  | 43          | Menegatti / Gottardi | 15          | 12          |             |  |  |              |                   |              |              |              |
| 43               | Menegatti / Gottardi   | 21               | 21               |                  |  |    | 43                  | Menegatti / Gottardi | 25             | 21             |                |  |  |             |                      |             |             |             |  |  |              |                   |              |              |              |
| 12               | Scampoli / Bianchin    | 21               | 18               | 15               |  | 12 | Scampoli / Bianchin | 23                   | 15             |                |                |  |  |             |                      |             |             |             |  |  |              |                   |              |              |              |
| 21               | Megan / Nicole         | 12               | 21               | 12               |  |    |                     |                      |                |                |                |  |  |             |                      |             |             |             |  |  |              |                   |              |              |              |

### Onderste helft
| Zestiende finale | Zestiende finale       | Zestiende finale | Zestiende finale | Zestiende finale |  |    | Achtste finale        | Achtste finale         | Achtste finale | Achtste finale | Achtste finale |  |  | Kwartfinale | Kwartfinale            | Kwartfinale | Kwartfinale | Kwartfinale |  |  | Halve finale | Halve finale           | Halve finale | Halve finale | Halve finale |
|                  |                        |                  |                  |                  |  |    |                       |                        |                |                |                |  |  |             |                        |             |             |             |  |  |              |                        |              |              |              |
| 22               | Heidrich / Vergé-Dépré | 20               | 21               | 15               |  |    |                       |                        |                |                |                |  |  |             |                        |             |             |             |  |  |              |                        |              |              |              |
| 29               | Böbner / Vergé-Dépré   | 22               | 17               | 7                |  |    | 22                    | Heidrich / Vergé-Dépré | 24             | 21             |                |  |  |             |                        |             |             |             |  |  |              |                        |              |              |              |
| 3                | Kravčenoka / Graudina  | 21               | 21               |                  |  | 3  | Kravčenoka / Graudina | 22                     | 10             |                |                |  |  |             |                        |             |             |             |  |  |              |                        |              |              |              |
| 36               | Wojtasik / Kociołek    | 19               | 19               |                  |  |    |                       |                        |                |                |                |  |  | 22          | Heidrich / Vergé-Dépré | 21          | 21          |             |  |  |              |                        |              |              |              |
| 11               | Hüberli / Brunner      | 21               | 20               | 15               |  |    |                       |                        |                |                |                |  |  | 6           | Kolinske / Hughes      | 17          | 18          |             |  |  |              |                        |              |              |              |
| 34               | Placette / Richard     | 14               | 22               | 11               |  |    | 11                    | Hüberli / Brunner      | 19             | 9              |                |  |  |             |                        |             |             |             |  |  |              |                        |              |              |              |
| 18               | Day / Stockman         | 19               | 16               |                  |  | 6  | Kolinske / Hughes     | 21                     | 21             |                |                |  |  |             |                        |             |             |             |  |  |              |                        |              |              |              |
| 6                | Kolinske / Hughes      | 21               | 21               |                  |  |    |                       |                        |                |                |                |  |  |             |                        |             |             |             |  |  | 22           | Heidrich / Vergé-Dépré | 19           | 13           |              |
| 7                | Talita / Rebecca       | 19               | 21               | 15               |  |    |                       |                        |                |                |                |  |  |             |                        |             |             |             |  |  | 2            | Duda / Ana Patrícia    | 21           | 21           |              |
| 15               | Laboureur / Schultz    | 21               | 12               | 7                |  |    | 7                     | Talita / Rebecca       | 21             | 11             | 16             |  |  |             |                        |             |             |             |  |  |              |                        |              |              |              |
| 9                | Taiana Lima / Hegeile  | 21               | 18               | 10               |  | 10 | Pavan / Melissa       | 16                     | 21             | 18             |                |  |  |             |                        |             |             |             |  |  |              |                        |              |              |              |
| 10               | Pavan / Melissa        | 18               | 21               | 15               |  |    |                       |                        |                |                |                |  |  | 10          | Pavan / Melissa        | 22          | 14          |             |  |  |              |                        |              |              |              |
| 4                | Bárbara / Carol        | 21               | 21               |                  |  |    |                       |                        |                |                |                |  |  | 2           | Duda / Ana Patrícia    | 24          | 21          |             |  |  |              |                        |              |              |              |
| 47               | Wang / Xia             | 18               | 15               |                  |  |    | 4                     | Bárbara / Carol        | 16             | 17             |                |  |  |             |                        |             |             |             |  |  |              |                        |              |              |              |
| 27               | Ishii / Mizoe          | 11               | 14               |                  |  | 2  | Duda / Ana Patrícia   | 21                     | 21             |                |                |  |  |             |                        |             |             |             |  |  |              |                        |              |              |              |
| 2                | Duda / Ana Patrícia    | 21               | 21               |                  |  |    |                       |                        |                |                |                |  |  |             |                        |             |             |             |  |  |              |                        |              |              |              |

1997 ·
1999 ·
2001 ·
2003 ·
2005 ·
2007 ·
2009 ·
2011 ·
2013 ·
2015 ·
2017 ·
2019 ·
2022 ·
2023